# Pachypodium lealii
Pachypodium lealii är en oleanderväxtart som beskrevs av Friedrich Welwitsch. Pachypodium lealii ingår i släktet Pachypodium och familjen oleanderväxter. Inga underarter finns listade i Catalogue of Life.